# اشیره
اشیره یا اشیرا (عبری: אֲשֵׁרָה)، اثیرات (اوگاریتی: 𐎀𐎘𐎗𐎚) الهه مادر در ادیان باستانی سامی، به ویژه در فرهنگ اوگاریت بود که در دوران‌های مختلف با نام‌ها و مفاهیم گوناگون مورد پرستش قرار می‌گرفته است. در متون باستانی سامی، از جمله الواح گلی اوگاریت، به اشیره به عنوان همسر ال، خدای برتر، اشاره شده است. در برخی از متون، او به عنوان «بانوی اثیرات» و «مادر خدایان» نامیده می‌شود. اشیره همچنین با مفاهیم باروری، زایش و حمایت از خانواده مرتبط بود.
برخی پژوهشگران بر این باورند که اشیره در اسرائیل باستان، به‌ویژه در سامریه و یهودا، به‌عنوان همسر یهوه مورد پرستش قرار می‌گرفت. اما گروهی دیگر از پژوهشگران با این دیدگاه مخالفت کرده‌اند.

## ریشه‌شناسی
نام اشیره، در عبری باستان به صورت «اَشِیرا» و در زبان اوگاریتی به صورت «اَثیرات» یا  «اَتیرَت» آمده است. قدیمی‌ترین اشارات شناخته‌ شده از نام هم‌ریشه این الهه به سده ۱۹ پیش از میلاد در بین‌النهرین می‌رسد؛ جایی که به زبان اکدی، به الهه‌‌ «اَشرَتوم» یا «اَشیرَتوم» اشاره شده است. در بین‌النهرین، اشرتوم الهه‌ای با ریشه عموری بود. نام اشرتوم با نام اثیرات اوگاریتی هم‌ریشه است و احتمالاً آنها از یک منبع مشترک تکامل یافته‌اند؛ با این حال، به‌دلیل جایگاه متفاوت اشرتوم در میان خدایان بین‌النهرینی و شرایط خاص شکل‌گیری او، نمی‌توان به‌طور قطعی ویژگی‌های شخصیتی او را به اثیرات نسبت داد، و بالعکس.
معنای رایج واژه šr در زبان‌های سامی شمال‌غربی، «پادشاه»، «شاهزاده» یا «فرمانروا» است؛ ریشه‌ سامی شمال‌غربی ʾṯr (که در عربی به‌صورت «أثر» آمده) به‌معنای «گام برداشتن» یا «رد پا گذاشتن» است. برخی از محققان تلاش کرده‌اند معنای اسم اشیره را به‌صورت اسم عام بیابند، به‌ویژه در عنوان اوگاریتی rabat athirat yam به معنای «بانویی که روی دریا راه می‌رود» که تنها در چرخه‌ی بعل یافت می‌شود. اما معنای یک واژه‌ی هم‌صدا برای یک اوگاریتی‌زبان، لزوماً به معنای ریشه‌ زبانی آن نیست، به‌ویژه اگر آن اسم قدیمی‌تر از زبان اوگاریتی باشد. هیچ فرضیه‌ای درباره‌ی rabat athirat yam وجود ندارد که با مشکلات جدی روبه‌رو نباشد، و اگر اشیره واژه‌ای اوگاریتی بود، تلفظ آن متفاوت می‌بود.
نام او گاهی به‌صورت ʾelat نیز گواهی شده است، که شکل مؤنث «اِل» (خدای بزرگ) به‌شمار می‌رود. عنوان‌های او اغلب شامل واژگانی مانند qdš به معنای مقدّس، baʽlat (شکل مؤنث بعل) یا rbt (شکل مؤنث رب) به معنای بانو و qnyt ỉlm به‌معنای «زاینده‌ی خدایان» یا «مادر خدایان» هستند.
پایان‌بندی ot در واژه‌ی asherot (اشیروت) سه بار در تنخ دیده می‌شود، در حالی که پایان‌بندی im در واژه‌ی asherim (اشیریم) اکثریت موارد را تشکیل می‌دهد. اهمیت این تفاوت روشن نیست، چرا که تعامل میان جنسیت و شمار در زبان عبری به‌خوبی درک نشده است. همه‌ی پژوهشگران با این نظر موافق نیستند که ارجاعات عبری کتاب مقدس که به t ختم می‌شوند، جمع هستند. پسوندهای کهن مانند atu / a / i در زبان‌های سامی شمال غربی به at یا ā تبدیل شدند، که بعدها در متون به‌صورت ah نوشته شدند؛ یعنی، تفاوت‌های پایانی‌ای مانند اشیرت و اشیره صرفاً بازتابی از تنوع املایی بر اساس بافت هستند، نه نشان‌دهنده‌ی تفاوتی اساسی یا هستی‌شناسانه.

## تعبیر

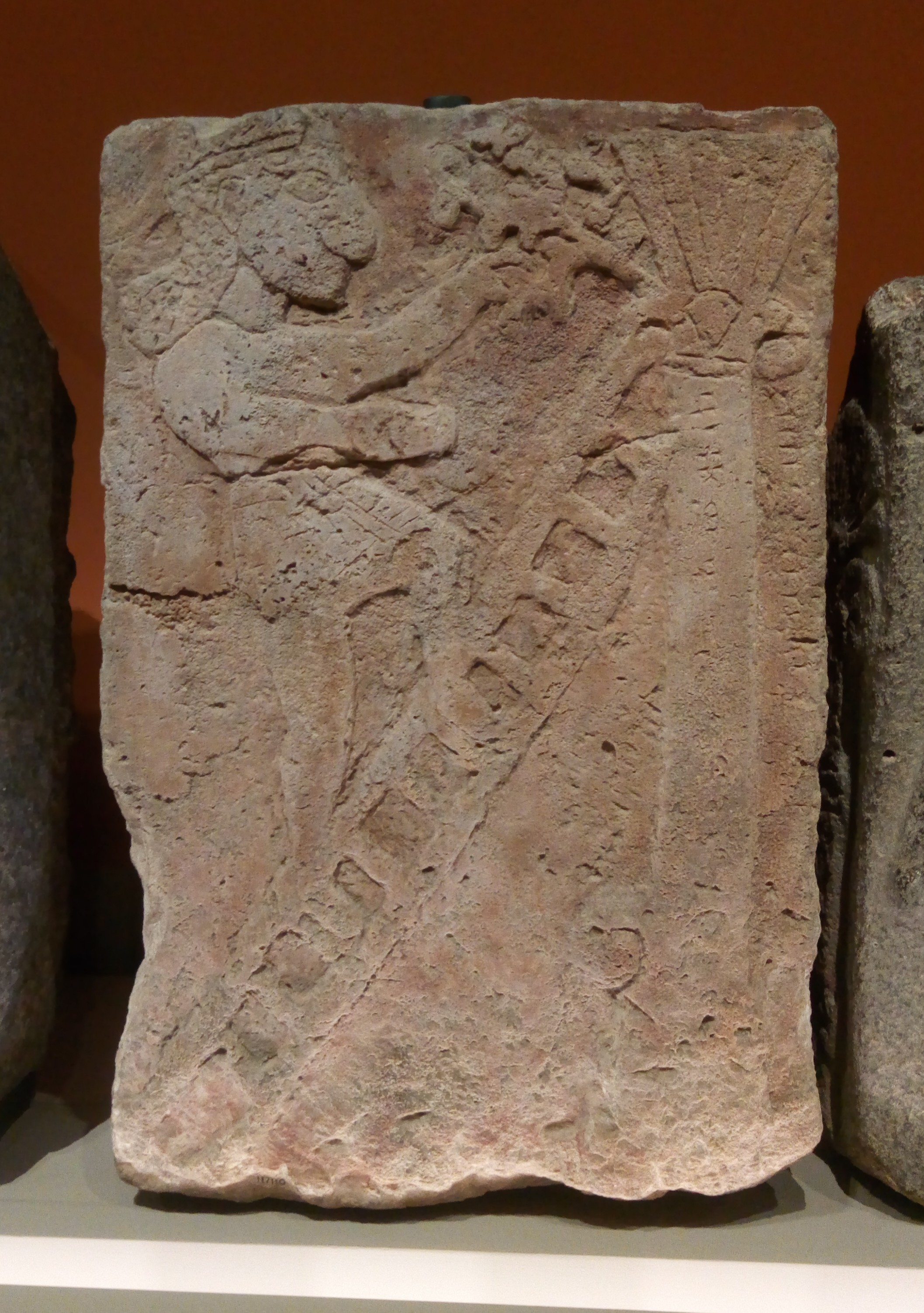
نقش برجسته‌ای از تپه حلاف که مردی را نشان می‌دهد که با استفاده از نردبان از درختی بالا می‌رود تا خوشه‌های خرما را بچیند. این درخت با نقش‌های برگ‌نخل تزئین شده است، که با شمایل‌نگاری اشیره مرتبط دانسته می‌شود.

اشیره الهه‌ای مهم در فرهنگ‌های سامی شمال‌غربی بود. با این حال، به‌ویژه در تنخ، واژهٔ اشیره به اشیای چوبی آیینی‌ای اطلاق شد که به‌عنوان «ستون‌های اشیره» شناخته می‌شوند. در این زمینه، اختلاف‌نظرهایی وجود دارد که آیا کتیبه‌هایی که به اشیره اشاره دارند، منظورشان خود الهه است، ستون اشیره، یا هر دو. وینتر معتقد است که نباید میان الهه و نماد او تفاوت قائل شد.
برخی پژوهشگران پیوند اولیه میان اشیره و حوا پیشنهاد کرده‌اند، بر اساس این هم‌زمانی که هر دوی آن‌ها در متون به‌عنوان «مادر همه زندگان» توصیف شده‌اند (در پیدایش ۳:۲۰). این ارتباط از طریق همانندسازی اشیره با «هپات» از شهر حلب مطرح شده است. هپات، که نامش ریشه در زبان‌های سامی شمال‌غربی دارد، در چندین فرهنگ آسیای غربی با خدایان طوفان هم‌پیوند بوده است، با وجود اینکه این فرهنگ‌ها زبان‌های متفاوتی داشتند. برای نمونه، هپات همراه خدای سامی هدد در حلب و اِبلا بوده، با تشّوب در آیین هوری، و با ترخونز در میان لوییان‌های آناتولی شریک بوده است. اولیان بیان می‌کند که نام عبری اصلی حوّا، یعنی חַוָּה (Ḥawwā)، هم‌ریشه با «حوَّت» (ḥawwat) است؛ لقبی که برای الهه تانیت در سدهٔ نخست پیش از میلاد ثبت شده است. با این حال، برخی پژوهشگران دیگر ارتباط میان تانیت و اشیره، و همچنین بین اشیره و حوّا را رد می‌کنند. همچنین، در یکی از الواح جادوی نفرین‌کنندهٔ پونیکی، از ایزدبانویی فنیقی به نام حوَّت نام برده شده است.
همچنین گمانه‌زنی‌هایی وجود دارد که «شِخینا» (به عربی سکینه) ــ که به‌عنوان جنبه‌ای زنانه از یهوه در نظر گرفته می‌شود ــ ممکن است یادگاری فرهنگی یا صورت تنزل‌یافته‌ای از اشیره باشد.‌ جنبه‌ی زنانه‌ی دیگری نیز ممکن است در شخصیت‌بخشی زنانه به «حکمت» در کتاب امثال سلیمان دیده شود.

## نماد‌شناسی

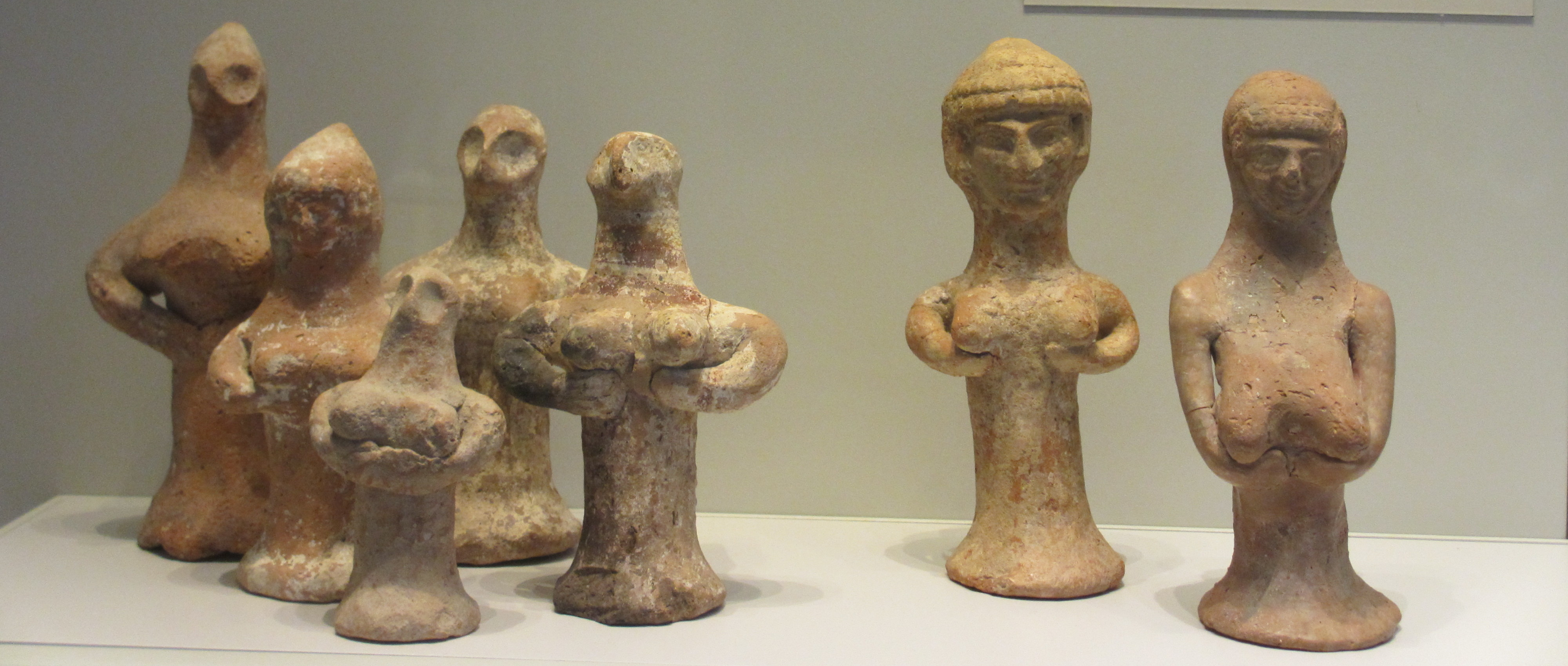
تندیس‌های سفالی‌ که در بافت‌های خانگی سرزمین یهودا در عصر آهن، به‌ویژه در قرون هشتم و هفتم پیش از میلاد، یافت شده است؛ این تندیس‌ها به‌طور گسترده به‌عنوان بازنمایی‌هایی از اشیره تفسیر شده‌اند.

نمادهای متنوعی به اشیره نسبت داده شده‌اند. رایج‌ترین آن‌ها به‌مراتب، نماد درخت است؛ تطابقی که قدمت آن به دوران نوسنگی بازمی‌گردد. اشیای آیینی مربوط به پرستش اشیره اغلب درخت‌هایی را به تصویر می‌کشند، و اصطلاحات «اشیریم» و «اشیروت» که در تنخ در زمینه پرستش اشیره به‌کار رفته‌اند، به‌طور سنتی به عنوان اشاره به درختان مقدسی به نام «ستون‌های اشیره» درک می‌شوند. یکی از رایج‌ترین درخت‌های مرتبط با اشیره در هنرهای تصویری، درخت نخل خرماست، درختی که در طول سال به‌طور قابل اعتمادی خوراک تولید می‌کند. برخی معتقدند این نماد به درختان زنده اشاره دارد، اما اولیان آن را یک نخل یا ستون غیرزنده و سبک‌پردازی‌شده می‌داند. بقایای یک درخت ارس که در یک گورستان ۷۵۰۰ ساله در ایلات کشف شده، توسط برخی به عنوان درخت اشیره تلقی شده است.
ارتباط اشیره با باروری تنها به پیوند او با درختان محدود نمی‌شد؛ او اغلب با ویژگی‌های جنسی برجسته به تصویر کشیده می‌شد. تندیس‌های اشیره، که اغلب با عنوان «پیکره‌های اشیره» شناخته می‌شوند، نمایانگر او به‌عنوان درخت هستند، چرا که بدن آن‌ها شبیه به تنه درخت ساخته شده است. این پیکره‌ها همچنین پیوند عمیق او با باروری را بازتاب می‌دهند، متناسب با جایگاهش به‌عنوان «الهه مادر». در پیکره‌های معروف به «مجسمه‌های ستونی یهودا»، اشیره همیشه با سینه‌های برجسته و آشکار به تصویر کشیده شده است. همین‌طور، پیکره معروف به «اشیره رواَدیم» پر از نمادپردازی جنسی نیرومند و صریح است: در آن، اشیره در حال شیر دادن به دو پیکره کوچک‌تر (احتمالا شحر و شالم) است و هم‌زمان با هر دو دست، مهبل خود را به‌طور کامل نمایان می‌کند. در بسیاری از این پیکره‌ها، ناحیه شرمگاهی با تمرکز نقطه‌هایی تزئین شده که نمایانگر موی تناسلی هستند، گرچه برخی نیز این الگو را به شکل چندمعنایی به صورت خوشه انگور تفسیر کرده‌اند. رحم نیز گاهی به‌عنوان نماد تغذیه‌کننده استفاده می‌شد، چرا که حیوانات اغلب در حال تغذیه مستقیم (گرچه به‌صورت انتزاعی) از مثلث تناسلی نمایش داده می‌شدند.

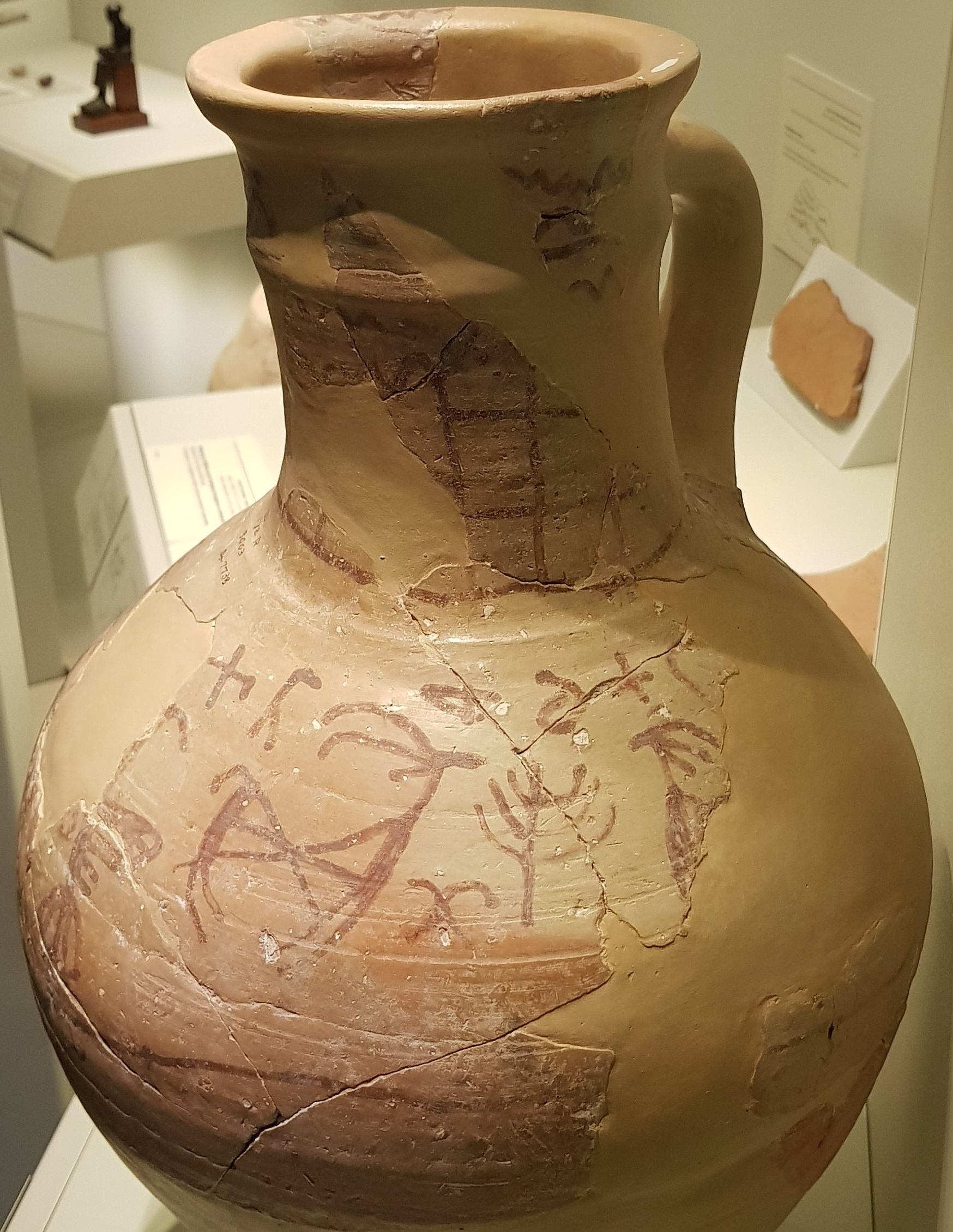
کتیبه‌ی اهدایی روی کوزه لاخیش واژه‌ی «اِلات» را دقیقاً بالای درخت قرار داده، که نشان می‌دهد آن درخت نمادی از الهه‌ی الات بوده است.

هسترین درباره ابریق لاخیش اشاره می‌کند که در میان گروهی از ظروف سفالی که در محل کشف شده‌اند، در یک جام به‌جای تصویر رایج درخت مقدس که در دو سوی آن بزهای کوهی یا پرندگان دیده می‌شوند، از نماد مثلث تناسلی استفاده شده که باز هم بزهای کوهی در دو طرف آن قرار دارند. به‌گفته هسترین، این جابه‌جایی میان درخت و مثلث تناسلی نشان می‌دهد که درخت در واقع نمادی از الهه باروری، یعنی اشیره، بوده است. هسترین بین این تصویر و بازنمایی‌های الهه مصری حاثور به‌شکل الهه درخت انجیر مصری شباهت‌هایی می‌بیند و پیشنهاد می‌کند که در دوران حاکمیت مصر بر فلسطین، آیین حاثور آن‌قدر گسترده شد که حاثور با اشیره یکی دانسته شد. دیگر نقش‌هایی که در ابریق دیده می‌شوند (مثل شیر، گوزن زرد و بزهای کوهی) نیز به‌نظر می‌رسد ارتباط نزدیکی با نمادهای مرتبط با اشیره داشته باشند.
اشیره احتمالاً با نقش‌مایه باستانی «سرور حیوانات» که در سراسر خاور نزدیک رایج بود نیز در ارتباط بوده است؛ نقشی که در آن، یک شخص یا ایزد میان دو حیوان روبه‌رو قرار دارد. به‌گفته بیولیو، تصاویری که ایزدبانویی را میان شیرها نشان می‌دهند، تقریباً بدون شک، بازنمایی‌هایی از الهه اشیره هستند. شیر ماده در خاورمیانه باستان، مانند کبوتر و درخت، به نمادی رایج برای ایزدبانوان تبدیل شده بود. شیرهای ماده در شمایل‌نگاری مرتبط با اشیره نقش برجسته‌ای دارند، از جمله در پایه محراب آیینی «تعنک» مربوط به قرن دهم پیش از میلاد که تصویر درخت را نیز در خود دارد. همچنین، یک سرِ پیکان عبری از قرن یازدهم پیش از میلاد کشف شده که روی آن نوشته شده: «بنده بانوی شیر»؛ عبارتی که به‌وضوح اشاره به اشیره دارد.

## بین‌النهرین

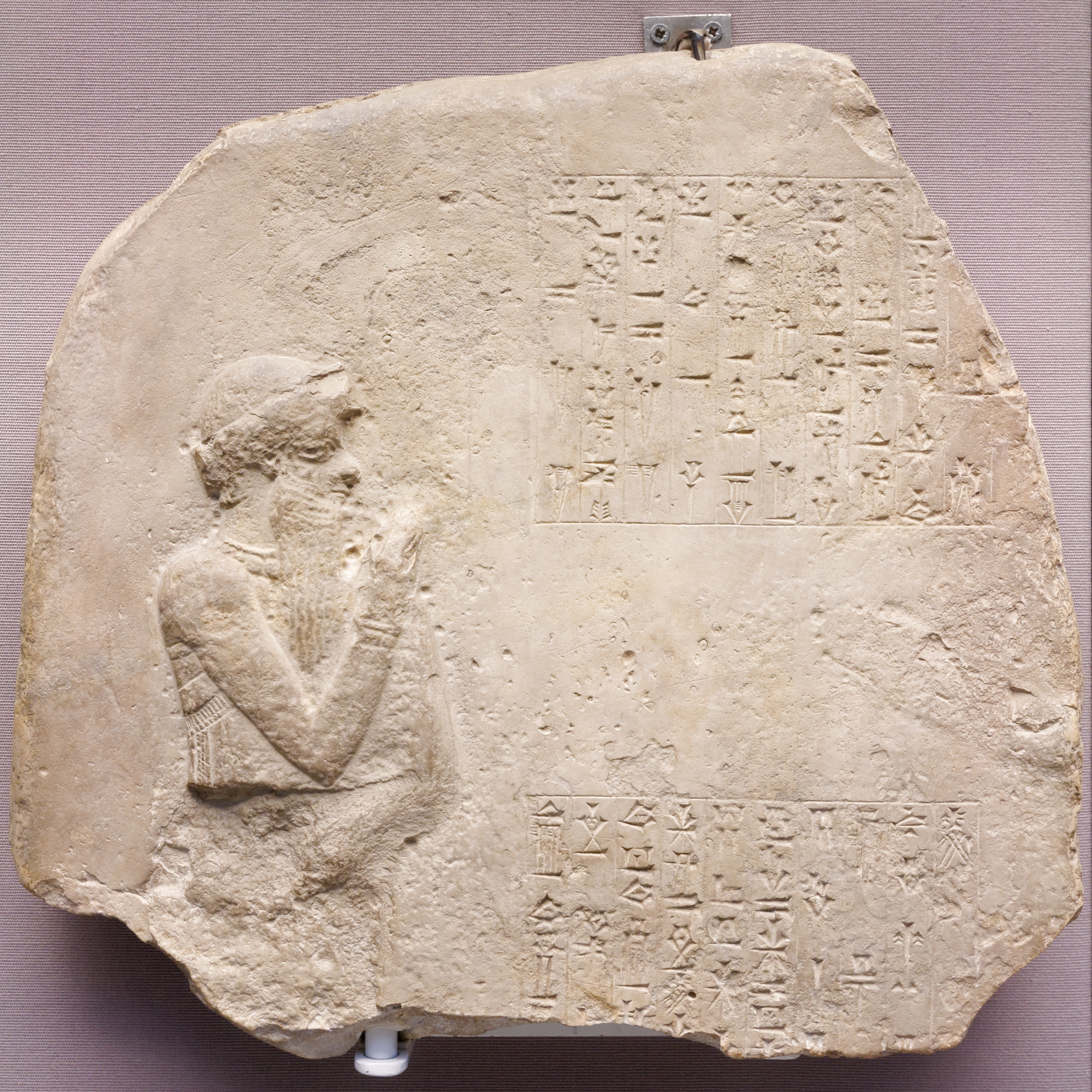
کتیبه نذری از «ایتور-اشدوم» که الهه‌ «اشراتوم» را فرا می‌خواند، از نمونه‌های مهم شواهد پرستش اشراتوم در بین‌النهرین است؛ هر چند که نام‌های اشراتوم و اثیرات اوگاریتی ریشه یکسانی دارند، اما این دو الهه جایگاه‌های متفاوتی در پانتئون‌های خود داشتند.

الهه‌‌ای عموری به نام «اَشرَتوم» یا «اَشیرَتوم» در سومر نیز پرستش می‌شده است. خاستگاه عموری او با توجه به جایگاهش به‌عنوان همسر اموررو که ایزد برتر در آیین عموری‌‌ها بوده تأیید بیشتری می‌یابد. با اینکه پذیرفته شده نام اشرتوم با اشیره (یا اَثیرات) هم‌ریشه است، اما این دو الهه در واقع با یکدیگر یکی دانسته نمی‌شوند؛ چرا که با وجود اشتراک در جایگاه‌شان به‌عنوان همسر ایزد بلندمرتبه، در درون پانتئون خود، نقش‌ها و موقعیت‌های متفاوتی داشته‌اند. برای نمونه، اگرچه احتمال دارد اشرتوم با شهوت و زیبایی تنانه در پیوند بوده باشد، هیچ شواهد مشابهی درباره اشیره وجود ندارد.
یکی از مهم‌ترین منابع برای شناخت شخصیت اشرتوم در دین بین‌النهرین، کتیبه‌ای نیایشی از امپراتوری بابل کهن است که توسط مردی به نام ایتور-عشدم وقف شده است. در این متن، اشرتوم با دو لقب معرفی می‌شود: «بانوی ناز و شادی» و «بانویی با رحمتی شکیبا». لقب اول احتمالاً به مضامین شهوانی و زیبایی تنانه اشاره دارد. کهن‌ترین شواهد از وجود الهه اشرتوم در نام‌های شخصی عموری‌ از نیمه اول هزاره دوم پیش از میلاد دیده می‌شود؛ مانند نام «اشراتوم امی» به‌معنای «اشرتوم مادر من است». چهار سند اداری از دوران پادشاهی ریم-سین یکم از شهر لارسا نیز با مهری امضا شده‌اند که روی آن نام «اشیراتوم» حک شده است؛ گونه‌ای از نگارش نام این الهه که ظاهراً منحصر به این شهر بوده. یکی دیگر از شواهد اولیه پرستش او، تخته‌سنگی آهکی است که شخصی به نام ایتور-اشدوم، که به‌نظر می‌رسد پرستنده این الهه و یک مقام رسمی مسئول منطقه کانال سیلاکو بوده، آن را برای سلامتی حمورابی وقف کرده است. متن همراه این لوح به زبان سومری نوشته شده است. اگرچه محل دقیق کشف این اثر مشخص نیست، برخی احتمال داده‌اند که از شهر سیپار آمده باشد. چون در متن، سخن از وقف این اثر به «خدای نگهبان» آمده، پیشنهاد شده که این لوح شاید بخشی از پیکره یک الهه نگهبان (لامو) بوده باشد. همچنین در سندی از دوران پادشاهی سمسو-ایلونا (فرزند حمورابی)، از یک کاهن گودو مرتبط با اشرتوم یاد شده است.

## اوگاریت

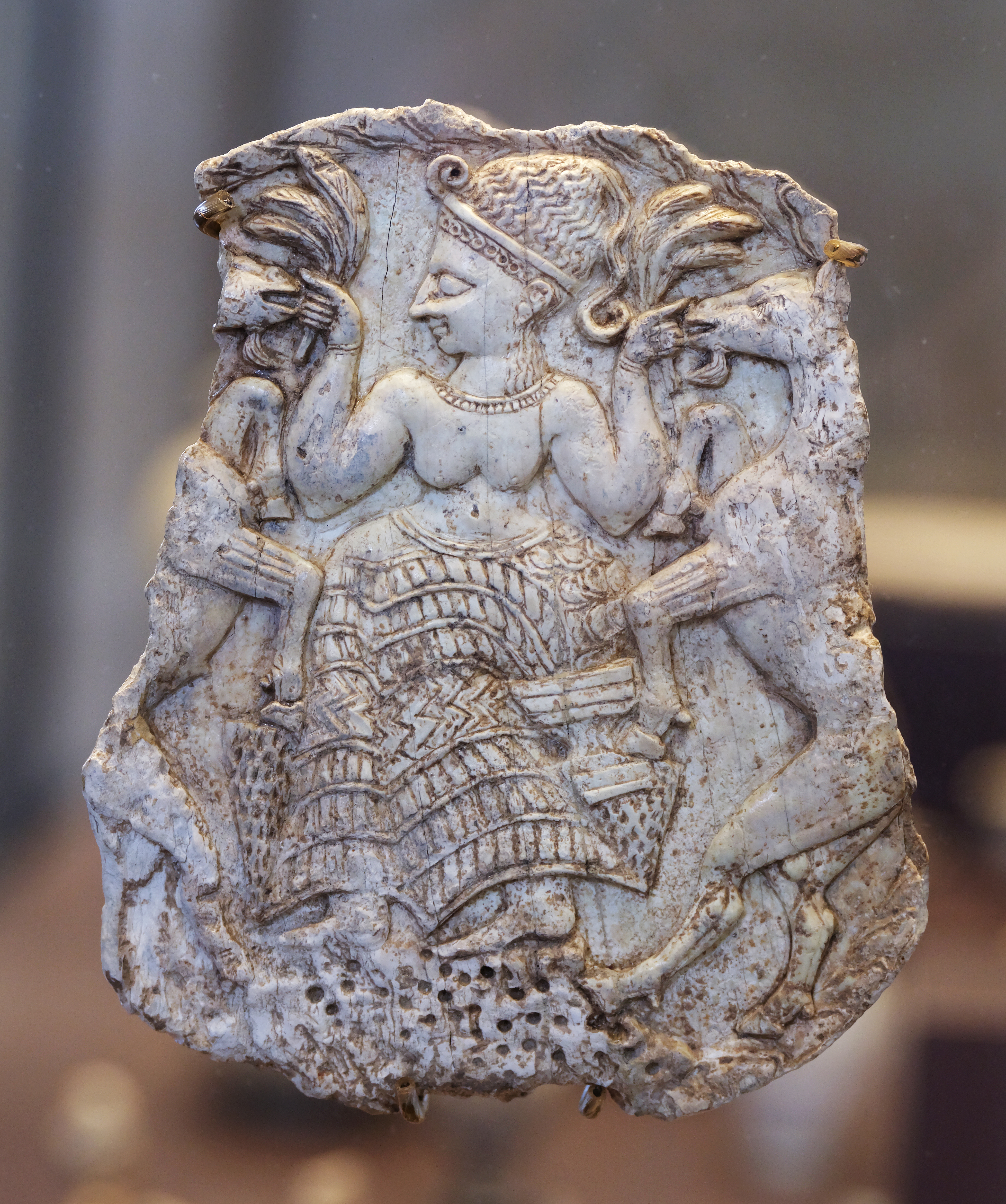
پلاک عاجی از اوگاریت که در آن، تصویر درخت در نقش سنتی «درخت و بزکوهی‌ها» با پیکره اشیره جایگزین شده است.

در متون اوگاریتی، اشیره به شکل ʾṯrt و تلفظ احتمالی «اَثیرات» یا «اَتیرَت» ظاهر می‌شود. او با عنوان ʾelat به‌معنای «الهه» شناخته می‌شود، که شکل مؤنث واژه‌ی خدای بزرگ، ال، است و قابل مقایسه با اللات در دین عربستان باستان است. همچنین او با عنوان qdš به‌معنای «قداست» نیز نامیده شده است. یکی از القاب اصلی اثیرات در متون اوگاریتی qnyt ỉlm است که می‌توان آن را «آفریننده‌ی خدایان» ترجمه کرد. در این متون، اثیرات همسر ال است؛ و یک بار نیز به هفتاد پسر اثیرات اشاره می‌شود، که به احتمال زیاد همان هفتاد پسر ال هستند.
طبق گفته گیبسون، منابع پیش از سال ۱۲۰۰ قبل از میلاد تقریباً همیشه اشیره را با عنوان کامل rabat athirat yam (یا فقط به شکل rbt ʾṯrt) ذکر کرده‌اند. با این حال، طبق فهرست القاب اوگاریتی، این عبارت تنها در چرخه‌ی بعل دیده می‌شود. واژه‌ی rabat که احتمالاً ریشه‌ی اکدی دارد، به‌معنای «بانوی بزرگ» است. اشیره در متون اوگاریتی از پسرش یم، خدای دریا، در نبردش با بعل حمایت می‌کند. البته باید دقت کرد که نسبت دادن عنوان «خدای دریا» به یم ممکن است گمراه‌کننده باشد؛ چون یم در اصل «خود دریا» به‌شکل الهه‌گونه است، نه خدایی که بر دریا فرمانروایی کند. به همین دلیل، برخی لقب اثیرت را به‌صورت «بانوی اشیره‌ی دریا» ترجمه کرده‌اند؛ و برخی دیگر: «او که بر دریا گام برمی‌دارد»، یا حتی «بانوی بزرگ که بر یم پای می‌گذارد». این تعابیر گاهی به ساختار اسطوره‌ای نبرد با آشوب پیوند داده شده‌اند، هرچند که خود اشیره یا یم معمولا نقش مستقیمی در این نبرد ندارند. پارک در سال ۲۰۱۰ پیشنهاد کرد که نام اثیرت ممکن است از ساختار نحوی اسم مفعولی مشتق شده باشد، به‌معنای «کسی که دیگران از او پیروی می‌کنند»، یعنی «زاینده» یا «آغازگر»، که با نقش او به‌عنوان «مادر خدایان» در اسطوره‌های اوگاریتی هم‌راستا است. این دیدگاه، پاسخی بود به تفسیر پیشین بنیامین مارگالیت، که نام او را به‌عنوان کسی که به‌معنای واقعی کلمه «در رد پای یهوه» حرکت می‌کند، تبیین کرده بود؛ تفسیری سخت‌گیرانه‌تر که با این حال، با کاربرد واژه‌ی اوگاریتی در «واژه‌نامه فرهنگ زبان اوگاریتی در سنت الفبایی» به‌عنوان واژه‌ای عادی نیز هم‌راستاست. بینگر برخی از این تفسیرها را خیالی و غیرقابل‌پذیرش می‌داند و در نهایت به تفسیر مسأله‌دار و مبهمی بازمی‌گردد که طبق آن، «یم» ممکن است به‌جای دریا، به‌معنای «روز» باشد؛ بنابراین لقب اشیره به‌صورت «بانوی روز» ترجمه می‌شود. ریشه‌ی مشترک سامی ywm- (بازسازی‌شده در زبان پیشاسامی) که در عبری به صورت יוֹם (yom) به‌معنای «روز» درآمده، در نسخه‌ی عبری مصوّت‌گذاری شده (نسخه‌ی ماسورتی) در مواردی با حذف حرف میانی -w- و گاهی با جانشینی آن با واکه‌ی کلاس A ظاهر شده است و به صورت yam تلفظ شده. این گونه‌نوشت‌ها، و نیز این واقعیت که جمع آن به‌صورت‌های yomim و yamim (عبری: יָמִים) خوانده می‌شود، اعتبار بیشتری به این ترجمه‌ی جایگزین می‌بخشند.

## هیتی‌‌ها
در میان هیتی‌ها، این الهه با نام‌های «اَشِرتوش» یا «اَشِردوش» ظاهر می‌شود؛ به‌ویژه در اسطوره‌ی اِلکونیرشا، که به‌معنای «اِل، آفریننده‌ی زمین» است که همسر او محسوب می‌شود. در این روایت، اشرتوش تلاش می‌کند با بعل، خدای طوفان، هم‌خواب شود. بخش بازمانده‌ی این اسطوره با صحنه‌ای آغاز می‌شود که در آن، شخصی پیام تهدیدآمیز اشرتوش را به بعل می‌رساند؛ تهدیدی که در آن گفته می‌شود: اگر با او هم‌خوابه نشود، آسیب خواهد دید. بعل سپس به سرچشمه‌ی رود فرات می‌رود، به سوی خیمه‌ی الکونیرشا، شوهر اشرتوش. الکونیرشا از او می‌پرسد که چرا آمده است، و بعل پاسخ می‌دهد که اشرتوش، همسرش، دخترانی جوان نزد او فرستاده تا پیشنهاد هم‌خوابگی او را برسانند، که بعل این درخواست را رد کرده، و پس از آن، اشرتوش او را تهدید کرده است. الکونیرشا در پاسخ می‌گوید: «برو و او را تهدید کن [...] و خردش کن». سپس بعل نزد اشرتوش می‌رود و به او می‌گوید: «من هفتاد و هفت فرزندت را کشتم. هشتاد و هشت‌تای دیگرشان را نیز کشتم». اشرتوش اندوهگین می‌شود، زنان نوحه‌گر تعیین می‌کند، و هفت سال به سوگواری می‌پردازد. پس از آن، در متنی تکه‌تکه‌شده، عباراتی مانند «خورد و نوشید» آمده است (احتمالاً بخشی از مراسم یادبود یا ضیافت شب‌بیداری)، و سپس بخش‌هایی از متن وجود ندارد که طول آن نامشخص است.
پس از بخش گمشده، تهدیدهای اشرتوش علیه بعل دوباره تکرار می‌شود، این‌بار به صورت سوم شخص؛ اشرتوش نزد الکونیرشا شرح می‌دهد که چه قصدی دارد بر سر بعل بیاورد، و سپس می‌گوید که می‌خواهد با خود الکونیرشا هم‌خوابه شود. الکونیرشا به او پاسخ می‌دهد: «هر کاری می‌خواهی بکن». در ادامه، گفته می‌شود که آنات یا عشتروت مکالمه را شنید، و سپس او: «به جامی در دست الکونیرشا تبدیل شد، به جغدی بدل شد و بر دیوار (یا شانه‌ی) او نشست». احتمال داده شده که مترجم هیتی در اینجا بین دو معنای واژه‌ی سامی غربی kôs (که هم به‌معنای «جام» است و هم گونه‌ای جغد)، دچار اشتباه معنایی شده باشد. در ادامه، الکونیرشا و همسرش با یکدیگر می‌خوابند، و آنات/عشتروت چونان پرنده‌ای بر فراز بیابان پرواز می‌کند و به بعل هشدار می‌دهد که با اشرتوش شراب ننوشد. در اینجا لوح دوباره آسیب دیده، اما از بخش‌های باقی‌مانده می‌توان فهمید که بعل به دنیای زیرین (جهان مردگان) منتقل شده است و آنات/عشتروت همراه با خدایان دنیای زیرین تلاش می‌کنند زخم‌های بعل را درمان کنند – زخم‌هایی که احتمالاً نتیجه‌ی نقشه‌ی موفق اشرتوش بوده‌اند.
پس از بخش گمشده‌ی دیگری از متن، به نظر می‌رسد که بعل تحت آیینی برای جن‌گیری قرار می‌گیرد، که در آن جن‌گیرانی از امّورو و حنا یا شاید از شهر آنات شرکت دارند. اما این قسمت از متن به‌شدت آسیب دیده و ماهیت دقیق این آیین مشخص نیست. بخش پایانی اسطوره دیگر باقی نمانده است.

## اسرائیل و یهودا باستان

### شواهد باستان‌شناسی

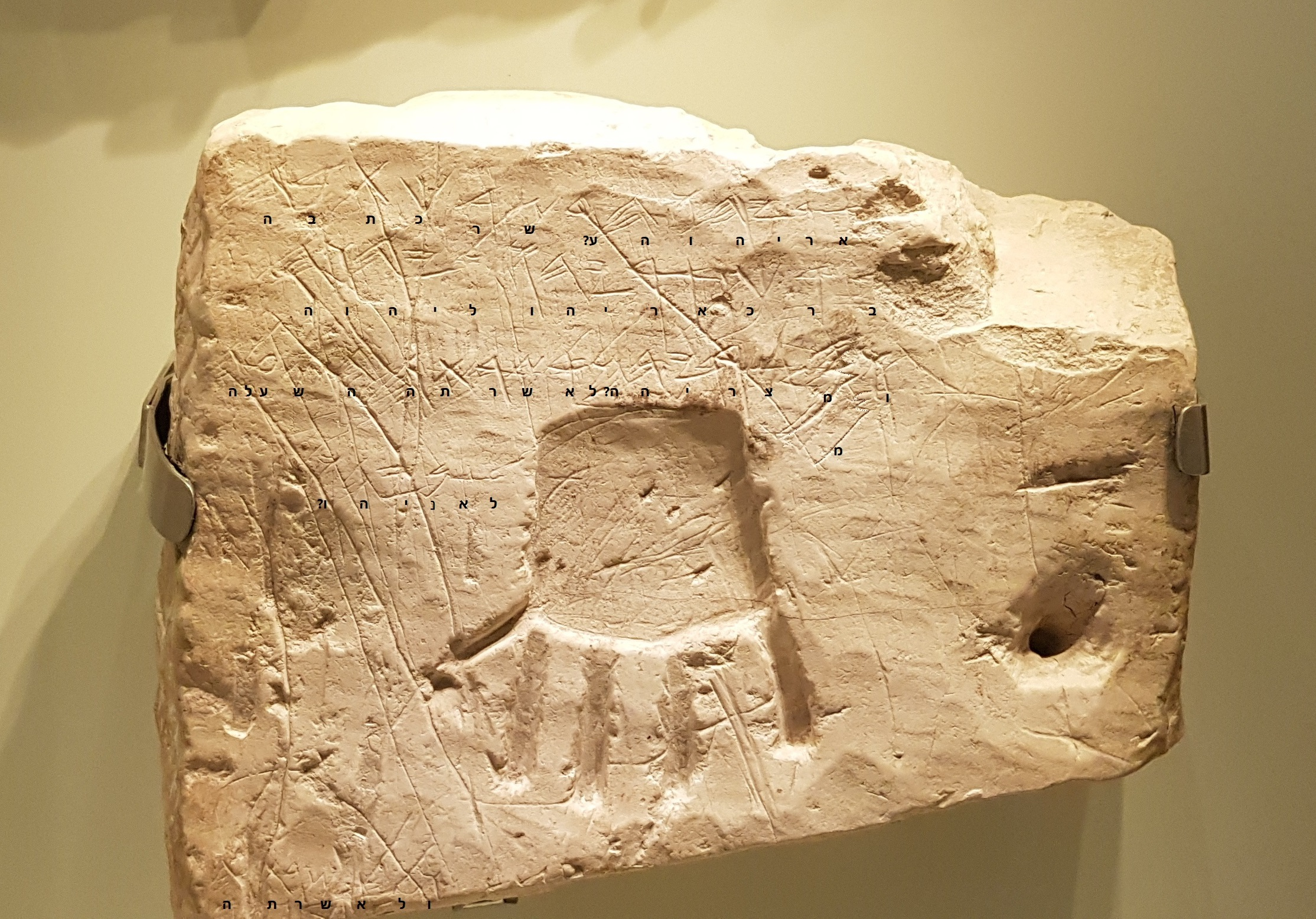
«دست خربت القوم» نمادی از اشیره به‌عنوان نگهبان و حافظ است، اما هیچ فرضیه علمی‌ای دربارهٔ اینکه چرا این نماد به‌صورت وارونه ظاهر شده، وجود ندارد.

برداشت از اشیره به‌عنوان شریک یا همسر یهوه بحث‌های زیاد در میان پژوهشگران به‌راه انداخته است. در حالی که بعضی پژوهشگران سعی دارند پرستش اشیره را از آیین یهوه‌پرستی جدا بدانند، بیشتر محققان به این نتیجه رسیده‌اند که اشیره و یهوه به‌عنوان یک زوج الهی در کنار هم پرستیده می‌شدند. شواهد احتمالی برای پرستش اشیره در پادشاهی اسرائیل و یهودا باستان، شامل نقش‌ها و نوشته‌هایی است که در دو مکان مربوط به حدود قرن نهم پیش از میلاد یافت شده‌اند. نخستین مورد، درون غاری در منطقه خربت القوم کشف شده است:
«اوریاهو گرامی این را نوشته است:
مبارک باد اوریاهو به‌دست یهوه،
و [زیرا؟] او را از دست ستمگرانش به‌وسیله اشیره‌اش رهایی بخشیده است.
[نوشته‌شده] به‌دست اونیاهو.
...به‌وسیله اشیره‌اش
...و »
مورد دوم در کوه کونتیلت عجرود کشف شده است. در این محل، روی یکی از کوزه‌ها تصاویری از موجوداتی با ترکیب انسان و گاو دیده می‌شود، همراه با چند نوشته که به عباراتی مانند «یهوه سامریه و اشیره‌اش» و «یهوه تیمان و اشیره‌اش» اشاره دارند. با این حال، شماری از پژوهشگران معتقدند واژه‌ی «اشیره» در این نوشته‌ها نه به الهه‌ای، بلکه به نوعی شیء یا نماد آیینی اشاره دارد. برخی از آن‌ها استدلال می‌کنند که چون شکل‌های مشابه واژه «اشیره» در کتیبه‌های فینیقی و آرامی هم‌دوره، به معنای «معبد» یا «پرستشگاه» آمده‌اند، ممکن است در این کتیبه‌های عبری هم همین معنا را داشته باشد. گروهی دیگر اما باور دارند که «اشیره» احتمالاً به درخت مقدسی اشاره دارد که در پرستش یهوه به کار می‌رفته، چرا که این معنا در متن عبری کتاب مقدس و در میشنا نیز برای این واژه آمده است.

### کتاب مقدس عبری
تنخ ثبت می‌کند که در طول دوره داوران و پادشاهان، بنی‌اسرائیل به پرستش اشیره ادامه دادند. در کتاب‌های پادشاهان، به پرستش خدایان متعدد کنعانی اشاره شده است: سلیمان برای بسیاری از خدایان معبد ساخت و گزارش شده که یوشیا اشیای آیینی مربوط به اشیره را از معبدی که سلیمان برای یهوه ساخته بود، بیرون آورد (دوم پادشاهان ۲۳:۴). پدربزرگ یوشیا، مناسه، تندیس اشیره یا شاید یک تیرک پرستشی مربوط به او را برپا کرده بود (دوم پادشاهان ۲۱:۷). واژه «اَشِیرا» در تنخ چهل بار آمده است، اما در بیشتر موارد به اشیای آیینی مانند درخت یا تیرک (ستون‌های اشیره) اشاره دارد:
در کنار مذبح یهوه خدایت، هیچ درختی برای خود به عنوان اشیره مکار.— سفر تثنیه ۱۶:۲۱، تورات
ارتباط اشیره با درختان در تنخ بسیار قوی است؛ برای نمونه گفته شده او زیر درختان یافت می‌شود (اول پادشاهان ۱۴:۲۳؛ دوم پادشاهان ۱۷:۱۰) و انسان‌ها او را از چوب می‌سازند (اول پادشاهان ۱۴:۱۵؛ دوم پادشاهان ۱۶:۳–۴). هرچه به زمان اصلاحات یوشیا دورتر می‌شویم، مفهوم اشیره گسترده‌تر می‌شود. در متون یهودی بعدی، درختان مختلفی مانند تاک، انار، گردو، مورت و بید به عنوان بخشی از اشیره یا نمادهای مرتبط با او معرفی شده‌اند. در نهایت، رهبران یکتاپرست به دلیل ارتباط اشیره با این درختان، تلاش کردند تا پرستش این درختان و نمادهایش را سرکوب کنند. در سفر تثنیه، فصل ۱۲، یهوه فرمان می‌دهد که زیارتگاه‌های اشیره نابود شوند تا پاکی پرستش خودش حفظ شود. بر اساس کتاب پادشاهان، ایزابل دختر ایتوبال اول از صور، صدها پیامبر برای بعل و اشیره همراه خود به دربار اسرائیل آورد.
کتاب ویلیام دیور با عنوان «آیا خدا همسر داشت؟» به مجسمه‌های ستون زنانه، نام «ملکه آسمان» و نان‌های مخصوص اشاره می‌کند. دیور همچنین به معبد تل عراد، سایت باستان‌شناسی معروف با کنیبینوئیدها و ماسبوت‌ها اشاره می‌کند و می‌گوید: «تنها الهه‌ای که نامش به‌خوبی در کتاب مقدس عبری (یا در کل اسرائیل باستان) ثبت شده، اشیره است».

## مصر باستان
تلاش‌ها برای شناسایی اشیره در میان خدایان مصر باستان، با پذیرش محدود و همچنین جنجال‌هایی همراه بوده است. از دوره‌ی هجدهم پادشاهی مصر، الهه‌ای سامی به نام قِتش به‌معنای «قداست» (که گاهی به‌صورت قُدشو نیز بازسازی می‌شود) به‌طور برجسته در منابع مصری ظاهر می‌شود. این سلسله پس از بیرون‌راندن بیگانگان مهاجم از دوران میانه‌ی مصر به قدرت رسید. در سال ۱۹۴۱، پژوهشگر فرانسوی، رنه دوسار، ارتباطی میان اشیره و قتش پیشنهاد کرد. پس از آن، مطالعات بیشتری تلاش کردند شواهدی برای هم‌ارزی قتش با اشیره ارائه دهند. با این حال، ویگینز چنین پیوندی را نمی‌پذیرد. اما تردید او مانع از آن نشد که پژوهشگران بعدی به مقایسه و یکسان‌انگاری میان اشیره و قتش ادامه دهند.
استدلال‌هایی که قتش و اشیره را یک الهه‌ی واحد می‌دانند، بر پایه‌ی این تصور نادرست استوارند که گویا اشیره، عشتروت و آنات تنها سه الهه‌ی برجسته در دین کنعانی بوده‌اند و با هم یک سه‌گانه‌ی الهی تشکیل می‌داده‌اند.‌ با این حال، گرچه عشتروت و آنات در منابع اوگاریتی، مصری و دیگر مناطق معمولاً با یکدیگر در ارتباط نزدیک نشان داده شده‌اند، هیچ‌گونه مدرک معتبری وجود ندارد که اشیره را با عشتروت یکی بداند یا نشان دهد که او با عشتروت و آنات در متون اوگاریتی پیوند نزدیکی داشته است. به‌دلیل نبود شواهد و ارجاعات روشن به الهه قتش به‌عنوان ایزدی مستقل در منابع اوگاریتی و دیگر منابع سوری-فلسطینی، بسیاری از پژوهشگران معاصر بر این باورند که قتش در اصل الهه‌ای مصری است که از دین و شمایل‌نگاری کنعانی تأثیر گرفته است؛ نه اینکه صرفاً یک الهه‌ی کنعانی باشد که به‌طور مستقیم توسط مصریان اقتباس شده، همان‌گونه که در مورد خدایانی مانند رشف و آنات دیده می‌شود.

## عربستان باستان
به نام «أثیرَت» (در زبان قتبانی: 𐩱𐩻𐩧𐩩)، این الهه در شماری از کتیبه‌های پیشااسلامی جنوب عربستان که تاریخ آن‌ها از میانه‌ی هزاره‌ی نخست پیش از میلاد تا میانه‌ی هزاره‌ی نخست میلادی است، شناسایی شده است.‌ از آن‌جا که گاه نام او در کنار خدایان ماه «وَدّ» و «عَمّ» آمده، احتمال دارد که در آن دوران، او را همسر یکی از این دو خدا، یا هر دوی آن‌ها، تصور می‌کرده‌اند
یکی از سنگ‌نوشته‌های تیماء که در سال ۱۸۸۳ میلادی توسط شارل هوبر در واحه‌ی باستانی تیما در شمال‌غربی عربستان کشف شد و اکنون در موزه‌ی لوور نگهداری می‌شود، به دوران اقامت نبونعید در این منطقه (در سال ۵۴۹ پیش از میلاد) نسبت داده می‌شود. این سنگ‌نوشته به زبان آرامی نگاشته شده و در آن از سه ایزد یاد شده است: «صِلِمِ مَحرَم»،  «شِنگَلا‌ء» و «اَشیره‌ء» که به‌عنوان خدایان شهر تیماء معرفی شده‌اند؛ با این حال، هنوز مشخص نیست که نام «اَشیره‌ء» در این کتیبه، شکل آرامی‌شده‌ای از نام اوگاریتی أثیرَت است یا اقتباسی دیرتر از شکل عبری أشیره یا صورت مشابه آن. در هر صورت، به گفته‌ی واتکینز، ریشه‌ی هر دو نام به واژه‌ی بازسازی‌شده‌ی نیاسامی *ʾṯrt بازمی‌گردد. ریشه‌ی عربی ʾṯr (همانند واژه‌ی أثر – ʾaṯar به‌معنای «رد پا» یا «نشانه») از نظر معنایی با واژه‌ی عبری ʾāšar (به‌معنای «گام برداشتن» یا «راه رفتن») مشابهت دارد. این شباهت معنایی، پایه‌ای برای تفسیر لقب اشیره به عنوان «بانوی دریا» بوده است؛ بدین صورت که او را «زنی که بر دریا گام برمی‌دارد» یا «زنی که بر یم می‌خرامد» دانسته‌اند.
پرستش اشیره تا زمان‌های متأخر نیز در مناطق دورافتاده‌ی جنوب عربستان ادامه یافت، چنان‌که در برخی کتیبه‌های قتبانی و معینی مربوط به دوره‌ی میلادی، شواهدی از پرستش او دیده می‌شود.